# Erik Engelhardt
Erik Engelhardt (* 18. April 1998 in Kulmbach) ist ein deutscher Fußballspieler, der aktuell bei Energie Cottbus unter Vertrag steht.

## Karriere

### Verein
Nach seinen Anfängen in der Jugend des TSV Enchenreuth, der JFG Frankenwald und der SpVgg Bayern Hof wechselte er im Sommer 2011 in die Jugendabteilung des 1. FC Nürnberg. Dort kam er auch zu ersten Einsätzen im Seniorenbereich in der 2. Mannschaft in der Regionalliga Bayern.
Im Sommer 2019 erfolgte ein Wechsel zum Drittligisten Hansa Rostock. Aufgrund eines in einem Testspiel gegen Hannover 96 erlittenen Kreuzbandrisses, und dem dadurch später resultierenden Trainingsrückstandes, debütierte Engelhardt erst am 1. Juli 2020 beim 1:0-Heimsieg der Rostocker gegen den KFC Uerdingen 05 am 37. Spieltag der 3. Fußball-Liga 2019/20 ab der 60. Spielminute im Profibereich. Zuvor kam er lediglich am 7. März 2020 zu einem Einsatz in der Reservemannschaft der Hanseaten gegen Hertha 03 Zehlendorf in der Oberliga Nordost. Weitere Spielpraxis bei den Amateuren blieben ihm in dieser Saison verwehrt, da der Spielbetrieb wegen der sich ausbreitenden COVID-19-Pandemie vorzeitig eingestellt werden musste. Dennoch gelang ihm noch sein erstes Profitor in jener laufenden Saison. Am letzten Spieltag markierte er während eines neunminütigen Kurzeinsatzes beim Chemnitzer FC in der 89. Spielminute den 2:4 Endstand und platzierte sich mit Hansa Rostock auf Rang sechs der Abschlusstabelle. In der Folgesaison wechselte ihn Hansa-Trainer Jens Härtel beim Heimspiel in der 1. Runde im DFB-Pokal 2020/21 gegen den Bundesligisten VfB Stuttgart (0:1) in der 74. Minute ein – Engelhardts Debüt im DFB-Vereinspokal datiert somit auf den 13. September 2020. Vier Wochen später, am 4. Spieltag, stand er erstmals in der noch jungen Drittliga-Saison 2020/21 für Hansa gegen den Aufsteiger SC Verl auf dem Platz. Über die komplette Spielserie hinweg, die mit dem Aufstieg in die 2. Bundesliga endete, brachte es Engelhardt auf weitere zehn Einsätze. Nach Beendigung der Saison trennten sich die Wege des gebürtigen Kulmbacher und Hansa Rostock.
Sein neuer Arbeitgeber Energie Cottbus gab am 28. Juni 2021 die Verpflichtung Engelhardts bekannt.
Er wechselte somit zur Saison 2021/22 in die Regionalliga Nordost. Dort erwies er sich als Leistungsträger und erzielte in 34 Spielen insgesamt 19 Tore. Im Sommer 2022 wechselte Engelhardt ablösefrei zum VfL Osnabrück in der 3. Liga. In seiner ersten Saison trug er mit 11 Toren in 32 Ligaspielen zum Aufstieg in die 2. Bundesliga bei. Dort konnte er in der Saison 2023/24 zwar 10 Tore in 32 Ligaspielen erzielen, den direkten Abstieg allerdings nicht verhindern. In der Saison 2024/25 gerieten die Osnabrücker auch eine Liga tiefer in Abstiegssorgen. In der Hinrunde traf Engelhardt in 16 Einsätzen zweimal.
Anfang Januar 2025 kehrte Engelhardt mit dem Beginn der Wintervorbereitung zu Energie Cottbus zurück, das vor der Saison in die 3. Liga aufgestiegen war und sich erneut im Kampf um den Aufstieg befand.

### Nationalmannschaft
Engelhardt hat für die U-16, U-18 und U-19 des Deutschen Fußball-Bundes insgesamt vier Länderspiele bestritten, bei denen ihm ein Tor gelang.

## Erfolge
- Aufstieg in die 2. Bundesliga (2): 2021 (Hansa Rostock), 2023 (VfL Osnabrück)
- Landespokalsieger in
  - Brandenburg: 2022 (Energie Cottbus)
  - Mecklenburg-Vorpommern: 2020 (Hansa Rostock)
  - Niedersachsen: 2023 (VfL Osnabrück)